# Pobladura de Sotiedra
Pobladura de Sotiedra es una localidad del municipio de Tiedra, en Montes Torozos, en la provincia de Valladolid, comunidad autónoma de Castilla y León (España).

## Situación
Se encuentra al oeste de Tiedra, al sureste de Castromembibre, al norte de Benafarces y al este de Vezdemarbán.
Perteneciente a Montes Torozos, muy cercano a la comarca de Tierra de Campos y al municipio de Toro.

## Historia
Según los estudios del profesor Tomás Mañanes Pérez, en Pobladura de Sotiedra se encuentran restos de dos épocas: la celtibérica y la romana.  
Los restos arqueológicos se encuentran en el pago de los Ceniceros, situado al este del pueblo, entre la carretera nueva que viene de Tiedra y la vieja que baja de la ermita de Nª Señora de Tiedra. Se encuentran sobre todo fragmentos de cerámica celtibérica procedentes de la zona superior.
Fue municipio independiente hasta 1973, año en que se decretó su anexión al municipio de Tiedra.

### SigloXIX
Así se describe a Pobladura de Sotiedra en la página 93 del tomo XIII del Diccionario geográfico-estadístico-histórico de España y sus posesiones de Ultramar, obra impulsada por Pascual Madoz a mediados del siglo XIX:

POBLADURA

Villa con ayuntamiento en la provincia, audiencia territorial y capitanía general de Valladolid (8 1/4 leguas), partido judicial de Mota del Marqués (5/4), diócesis de Zamora (7 3/4).
Situada en un valle con libre ventilación en particular por N y S; goza de clima sano y las enfermedades más comunes son las anginas.
Tiene 70 casas; la consistorial; escuela de instrucción primaria; un pozo de buenas aguas, que surte al vecindario para beber y demás necesidades domésticas; una iglesia parroquial (San Andrés Apóstol) servida por un cura cuya plaza es de provisión alternativa entre el pueblo y el duque de Osuna.
Término: confina con los de Villabelli, Castromembibre, Benafarces, Tiedra y Pinilla.
El terreno fertilizado en parte por el arroyo llamado Vallecino, es fuerte y de regular calidad; comprende algunos prados de pastos naturales muy finos.
Caminos: los locales y la calzada de Rioseco a Salamanca.
Correo: se recibe y despacha con el de la cabeza del partido.
Producciones: cereales y algunas legumbres, y buenos pastos con los que se cría ganado mular.
Industria: la agrícola y la arriería.
Población: 40 vecinos, 200 almas.

Capital productivo: 363.100 reales. Imponible: 36.310. Contribución: 7.030 reales 11 maravedíes.

## Geografía humana

### Demografía
| Gráfica de evolución demográfica de Pobladura de Sotiedra entre 1842 y 1970 |
| |
| Población de derecho según los censos de población del INE Población de hecho según los censos de población del INEEntre el censo de 1981 y el anterior, este municipio desaparece porque se integra en el municipio 47163 (Tiedra) |

Evolución de la población en el siglo XXI:
| Gráfica de evolución demográfica de Pobladura de Sotiedra entre 2000 y 2020 |
|                                                                             |
| Población de derecho (2000-2020) según el padrón municipal del INE          |

## Lugares de interés

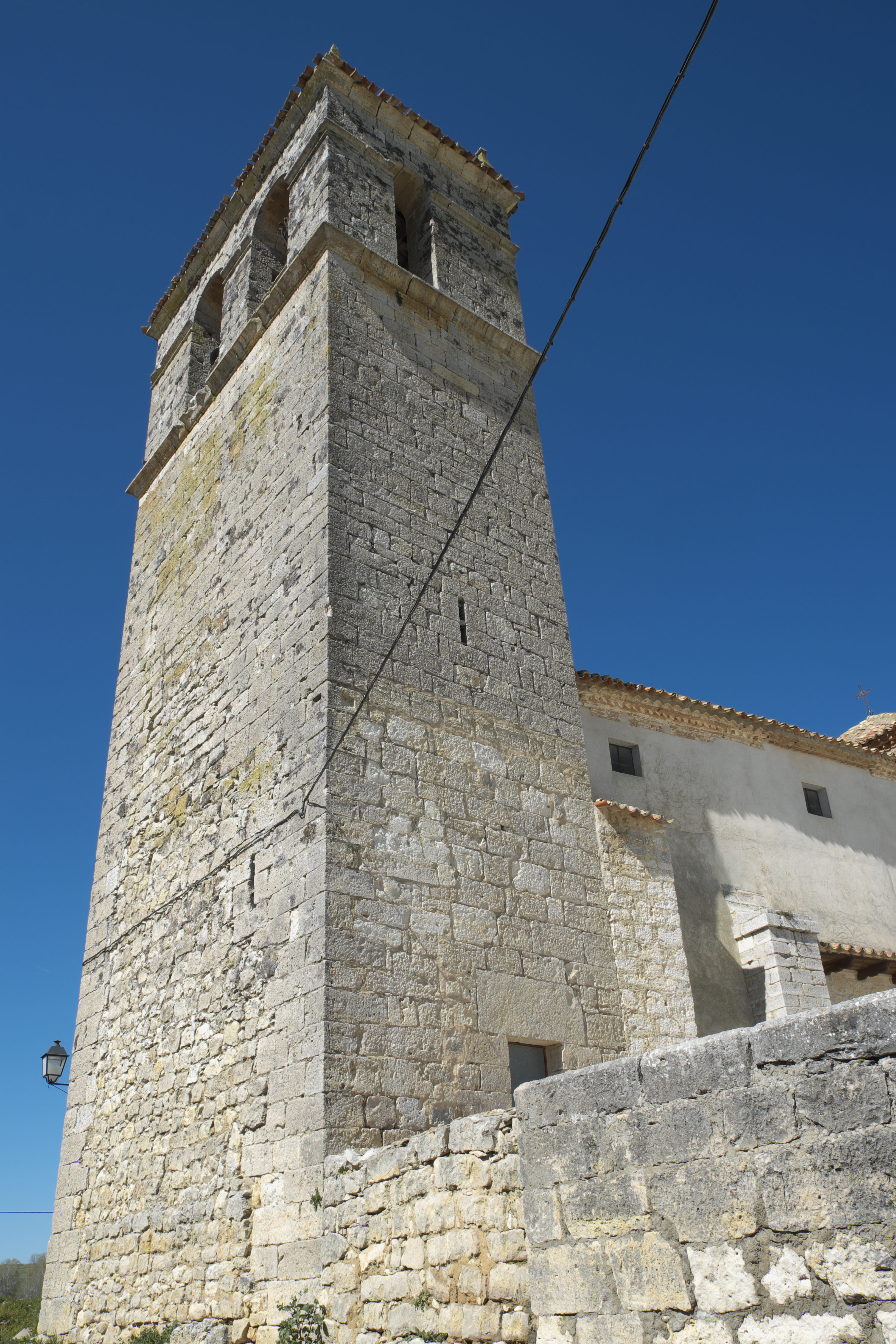
Iglesia parroquial San Andrés

- Iglesia parroquial de San Andrés: Se trata de una iglesia gótica del siglo XIV, que sufrió importantes reformas en el siglo XVI, en época barroca, enmascarando su aspecto actual. Presenta un plan de cruz latina con una única nave entre contrafuertes cubierta de cañón apoyado en fajones, con lunetos. El crucero lleva cúpulas sobre pechinas, como modestas labores decorativas pintadas, y en los brazos bóveda de arista, todo ello del siglo XVIII. La capilla mayor se cubre con una espléndida armadura mudéjar del siglo XVIII. Posee coro bajo, a los pies. La portada es sencilla abierta en arco apuntado y se encuentra situada en lado de la Epístola. A los pies se encuentra la torre, de finales del siglo XVI, de perfil prismático. Es una apreciable estructura de sillares muy bien cortados. Todo el perfil de la misma es hermético, de escaso huecos, asaetados, posiblemente de la primera mitad del XVI. El campanario propiamente dicho marca su separación del resto de la torre por medio de una imposta en nacela y se abre al exterior por medio de huecos de medio punto.

- Fuente de El Peramor: Está situada en una arboleda de álamos blancos. Se trata de un edificio de ladrillo, realizado en 1949. Se encuentra dentro de la Ruta de las Fuentes. La zona ha sido acondicionada como merendero.

- La Alameda: Se trata de una arboleda de álamos blancos, situada a la entrada al pueblo por la carretera nueva, y a los pies de la Peña San Andrés.